# Armorial du Canada
Cette page donne les armoiries du Canada et de ses provinces et territoires.

## Canada
| Image | Blasonnement |
| ----- | --- |
|       | Canada Écartelé d'Angleterre, d'Écosse, d'Irlande et de France, à la champagne d'argent chargée de trois feuilles d'érable reliées par une même tige au naturel |
|       | Blason dessiné en 1921 |
|       | Blason issu du Grand Sceau attribué en 1868 |

## Provinces
| Image | Nom de la province et blasonnement |
| ----- | --- |
|       | Alberta D’azur aux montagnes enneigées soutenues de collines verdoyantes et d’une prairie, le tout au naturel, à la champagne tapissée de blé d’or, au chef d’argent à la croix de gueules. |
|       | Colombie-Britannique D'argent à trois burèles ondées d'azur, à un demi-soleil d'or mouvant de la pointe et brochant sur le tout; à un chef du drapeau royal de l'Union chargé au centre d'une couronne à l'antique d'or. |
|       | Île-du-Prince-Édouard D’argent à une île de sinople sommée à senestre d’un chêne englandé et à dextre de trois chêneaux, le tout au naturel, au chef de gueules chargé d’un léopard d’or. |
|       | Manitoba De sinople à un bison arrêté sur un roc le tout au naturel, au chef d’argent chargé de la croix de Saint-Georges. |
|       | Nouveau-Brunswick D’or à la galère antique avec ses rames voguant sur une mer au naturel au chef de gueules chargé d’un léopard d’or. |
|       | Nouvelle-Écosse D’argent au sautoir d’azur à un écu brochant d’or chargé d’un lion de gueules enclos dans un double trescheur fleuré-contre-fleuré du même. De 1867 à 1929, le blason de la Nouvelle-Écosse était : D’or à la fasce ondée d’azur chargée d’un saumon d’argent nageant accompagné de trois chardons au naturel.                                                             |
|       | Ontario De sinople à une branchette d’érable à trois feuilles d’or, au chef d’argent chargé d’une croix de gueules. |
|       | Québec Tiercé en fasce, d’azur à trois fleurs-de-lis d’or, de gueules au léopard d’or et d’or à une branchette d’érable à trois feuilles de sinople. De 1867 à 1939, le blason du Québec était : D’or à une fasce de gueules chargée d’un léopard d’or accompagnée en chef de deux fleurs de lis d’azur et en pointe d’une branchette d’érable à trois feuilles de sinople.                |
|       | Saskatchewan De sinople à trois gerbes de blé d'or posées en fasce, au chef du même chargé d'un léopard de gueules, armé et lampassé d'azur. |
|       | Terre-Neuve-et-Labrador De gueules à la croix d’argent cantonnée aux un et au quatre d’un léopard d’or ceint de la couronne royale du même, aux deux et trois d’une licorne passant d’argent armée, crinée et onglée d’or, colletée d’une couronne de croix pattées et de fleurs de lis munie d’une chaîne passant entre ses pattes antérieures et recourbée sur son dos, le tout du même. |

## Territoires
| Image | Nom du territoire et blasonnement |
| ----- | --- |
|       | Nunavut D'or, à dextre un qulliq de sable allumé de gueules, à senestre un inuksuk d'azur, au chef du même chargé de cinq besants d'or posés en arc renversé, mouvants du bas du chef et surmontés d'une étoile du même.  |
|       | Territoires du Nord-Ouest Tranché-ondé cousu de gueules au masque de renard arctique d’argent sur sinople billeté d’or, au chef dentelé d’argent chargé d’une burèle ondée d’azur.                                        |
|       | Yukon D’azur à deux vergettes ondées d’argent accostées de deux pointes de gueules liserées d’argent, chargées chacune de deux besants d’or, au chef d’argent chargé d’une croix de gueules au tourteau de vair brochant. |